# マルチロール機

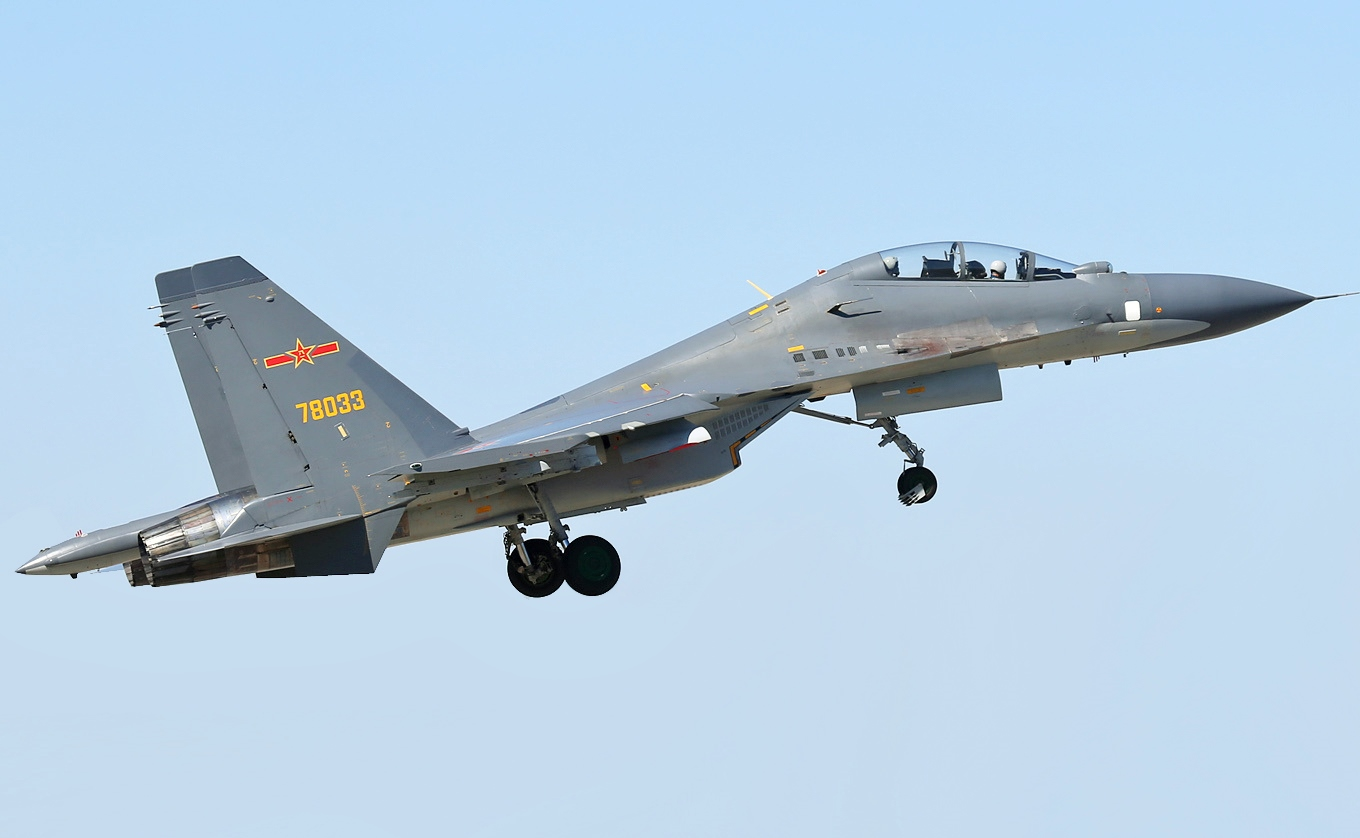
Su-30

マルチロール機（マルチロールき、英語: Multirole combat aircraft、略MRCA）とは、装備を変更することで制空戦闘、各種攻撃任務、偵察などの任務を実施できる戦闘機。マルチロールファイター（多用途戦闘機）とも呼ばれる。

## 特徴
戦闘機以外でも機種の統合による多用途化が進んでいる。艦載できる機数が限定される航空母艦では、任務が重複する機種を統一することが求められていた。第二次世界大戦後期にはAD スカイレイダー、流星、銀河など急降下爆撃機が可能な攻撃機（旧日本海軍の場合急降下爆撃ができるものを爆撃機、不可能な機体を攻撃機とした。攻撃機は山に関する名前 例：天山、爆撃機は星に関する名前 例：彗星など なので流星は急降下爆撃もできるがそれ以外の雷撃などもできるため艦上攻撃機とも言われる）と雷撃機を兼用する機体が開発されている。
対潜哨戒機は当初対潜戦用だったが、機材の発達により対水上艦任務、海洋監視、捜索救難支援などを兼務するようになり、単に哨戒機と呼ばれるようになっている。また魚雷や対艦ミサイル、対地ミサイルの運用も可能であるため、攻撃機・雷撃機としての側面も持つ。
空中給油機は輸送機や旅客機ベースであることが多く、空中給油装備を人員や貨物を載せる装備に変更すれば輸送機として利用できる機種がある（KC-767など）。観測機・偵察機・連絡機は任務の一部が重複するため、汎用機・多目的機・多用途機と呼ばれたり、名称は変えずに各任務に使い回されている。

## 歴史

### マルチロール機以前

#### 第二次大戦以前

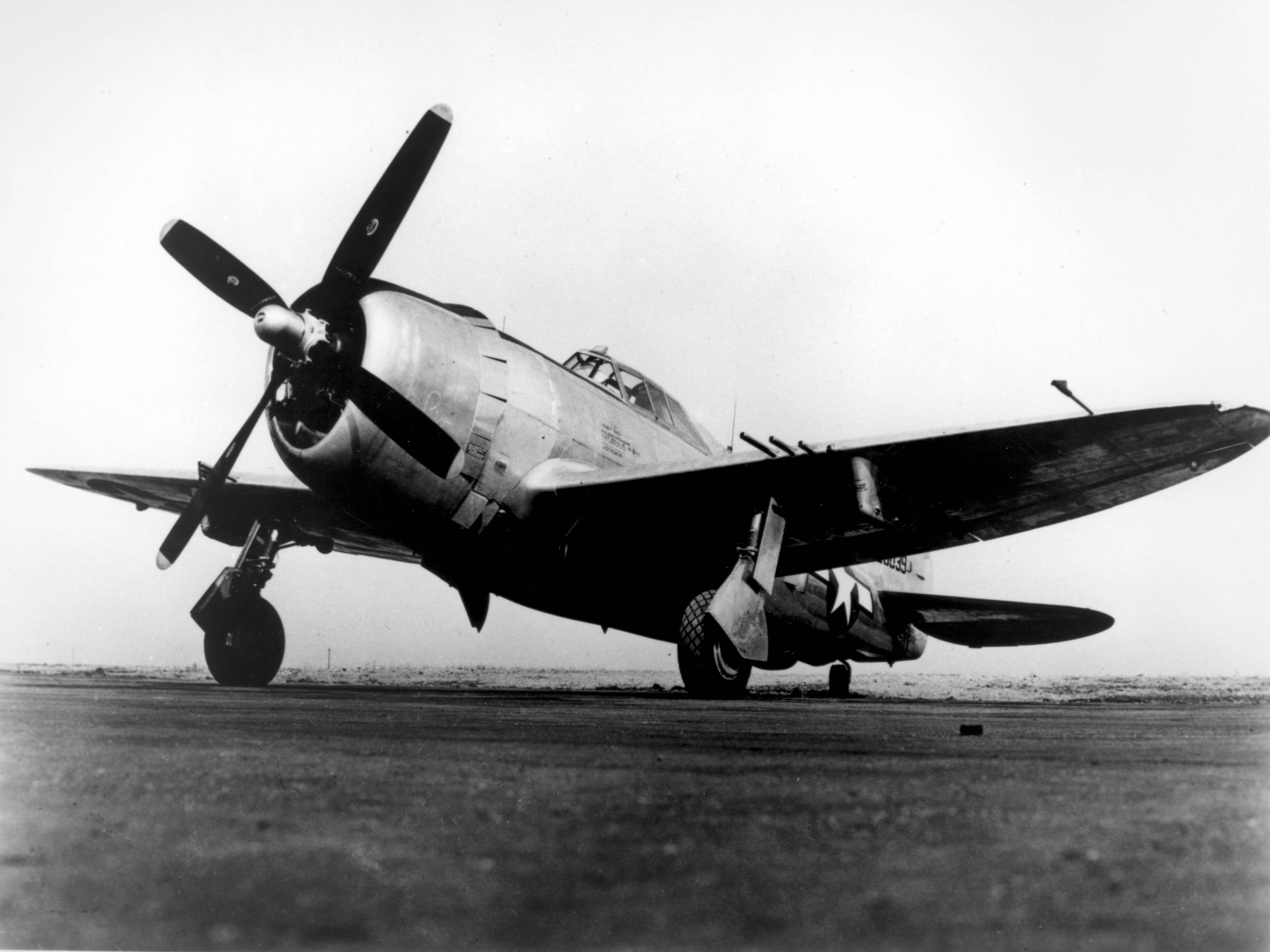
P-47

軍隊が航空機を利用し始めた時代には主な任務は偵察であったが、同時に別な飛行場に書類などの軽貨物を運ぶ（郵便機）、上空からレンガや手榴弾を落とす（爆撃機）、拳銃などで敵の航空機を攻撃する（戦闘機）など、パイロットの判断や部隊からの要請で複数の任務を行っていた。
固定銃を備えたモラーヌ・ソルニエ Lの登場により、航空機との空対空戦闘を主任務とする戦闘機として特化されるようになった。
マルチロール機は第二次世界大戦時に活躍した戦闘爆撃機をルーツとする。この大戦の前期には、多くの航空機のエンジン出力が1,000馬力に届かなかったこともあり、空対空戦闘を主任務とする戦闘機、とくに主流であった単発機には大重量の爆弾を搭載して対地攻撃機能を持たせることが困難であった。しかし中期に入るとエンジンの性能が飛躍的に向上し、後期には1,500～2,000馬力クラスのエンジンはめずらしくなくなるどころか、それ以上の大出力エンジンを備える機体まで出現した。
これまでは、新型機の登場により余剰となった、性能のやや劣る二線級の戦闘機に爆弾及びロケット弾を搭載させて対地攻撃兼用機として運用していた。しかし大出力エンジンの登場によって、戦闘機として第一線級の機能を持ちながらも従来の純攻撃機と同等の対地攻撃機能をも備えたP-47やP-51などの戦闘爆撃機が現れた。これらが後世のマルチロール機に繋がっていくことになる。
とはいえ「戦闘爆撃機」を謳う大半の機体は、長らく、実際には空対空性能・対地攻撃機能のどちらもほどほどの中途半端な軍用機に過ぎない時代が続いた。

#### 第二次大戦後

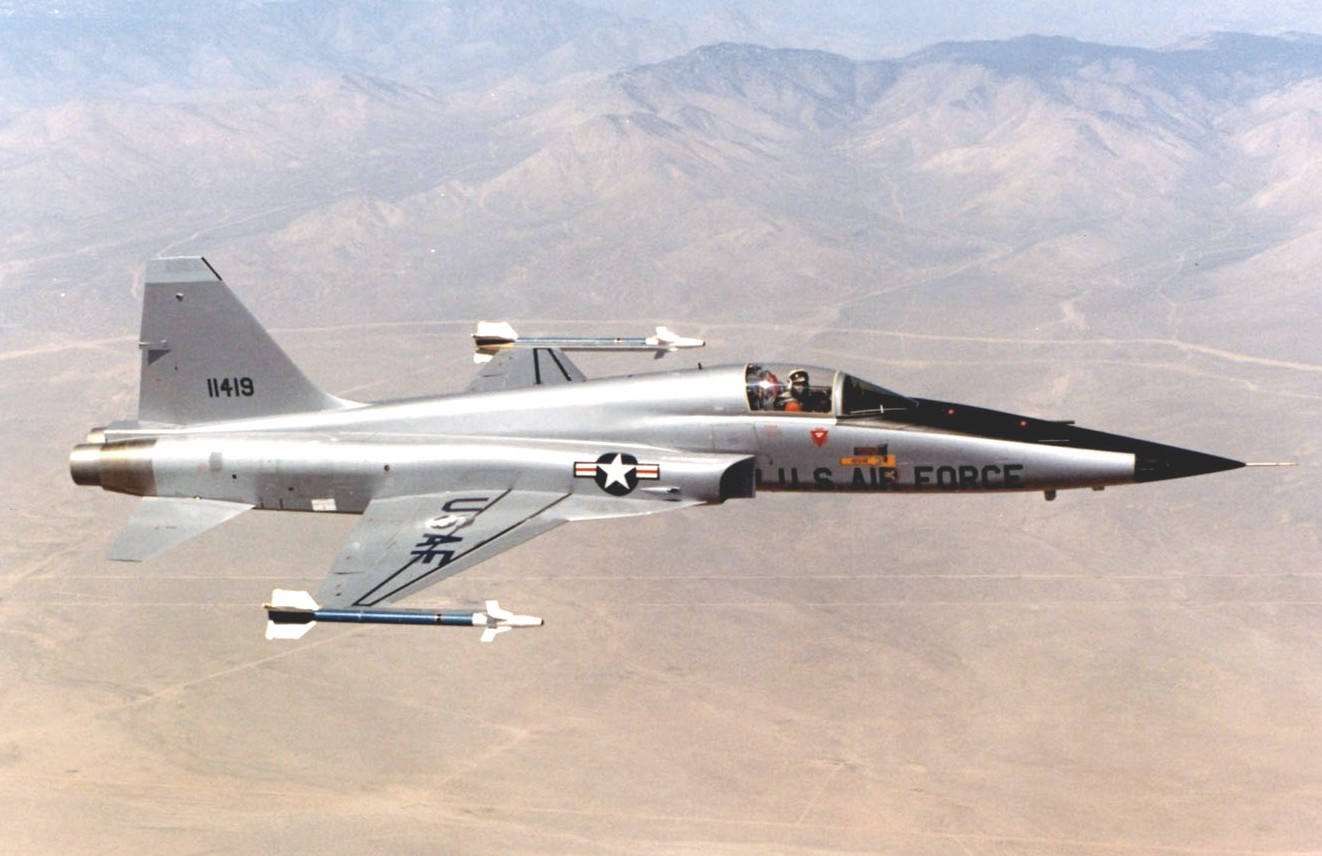
F-5

やがてF-105やF-111のように、小型爆撃機を不要にするほどの爆撃機能をもった戦闘爆撃機が登場する。これらの機体の登場によってアメリカ空軍はB-57やB-66のような小型爆撃機を廃止。これにより爆撃機は大型・大航続距離の戦略爆撃機に一本化し、戦術爆撃については戦闘爆撃機に委ねることとなる。しかし、これら大型化した戦闘爆撃機は爆撃機としての性能を追求し過ぎた結果、戦闘機としての性能がおざなりになり、F-111に至っては戦闘機としての使用が不可能になるという事態も生じてしまった。
だが技術の発達は徐々に戦闘機の性能を向上させ、戦闘機としても爆撃機としても双方の任務を十分にこなせるまでに発展していく。ベトナム戦争の時代に現れたアメリカ軍のF-4は低翼面荷重の大型機でありながら、当時としては圧倒的な出力を誇るエンジンを双発で有していたこともあって、戦闘機としての高い機動力と爆撃機としての兵装搭載量は申し分なかった。爆弾を搭載してなお、空対空ミサイル4発の搭載も可能で、戦闘機としても爆撃機としても不足なく使える機体であった。欠点としては固定機銃を搭載していないことが挙げられた（後付けで機銃を搭載すると当然ながらその分爆弾も積めず、また固定武装とした場合に比べて機銃自体の命中精度にも悪影響を及ぼす）ものの、後期型のF-4Eにおいて改善された。
もとは海軍機として設計されながらも空対空戦闘機として優れた性能を持ち、軍種を問わず世界的に傑作機と評価されるF-4であったが、アメリカ海軍においては戦闘爆撃機としての運用は限定された。航空母艦で運用する機体には数の制限があるため単一機種で複数任務をこなせることは理想的だが、ただでさえ大柄な機体に爆弾やミサイルなどを満載した重量物を、当時の空母のキャパシティで多数運用するのは困難であった。そのためA-6やA-7といった専任攻撃機を、戦闘機とは別に運用する状況が続いた。

### マルチロール機

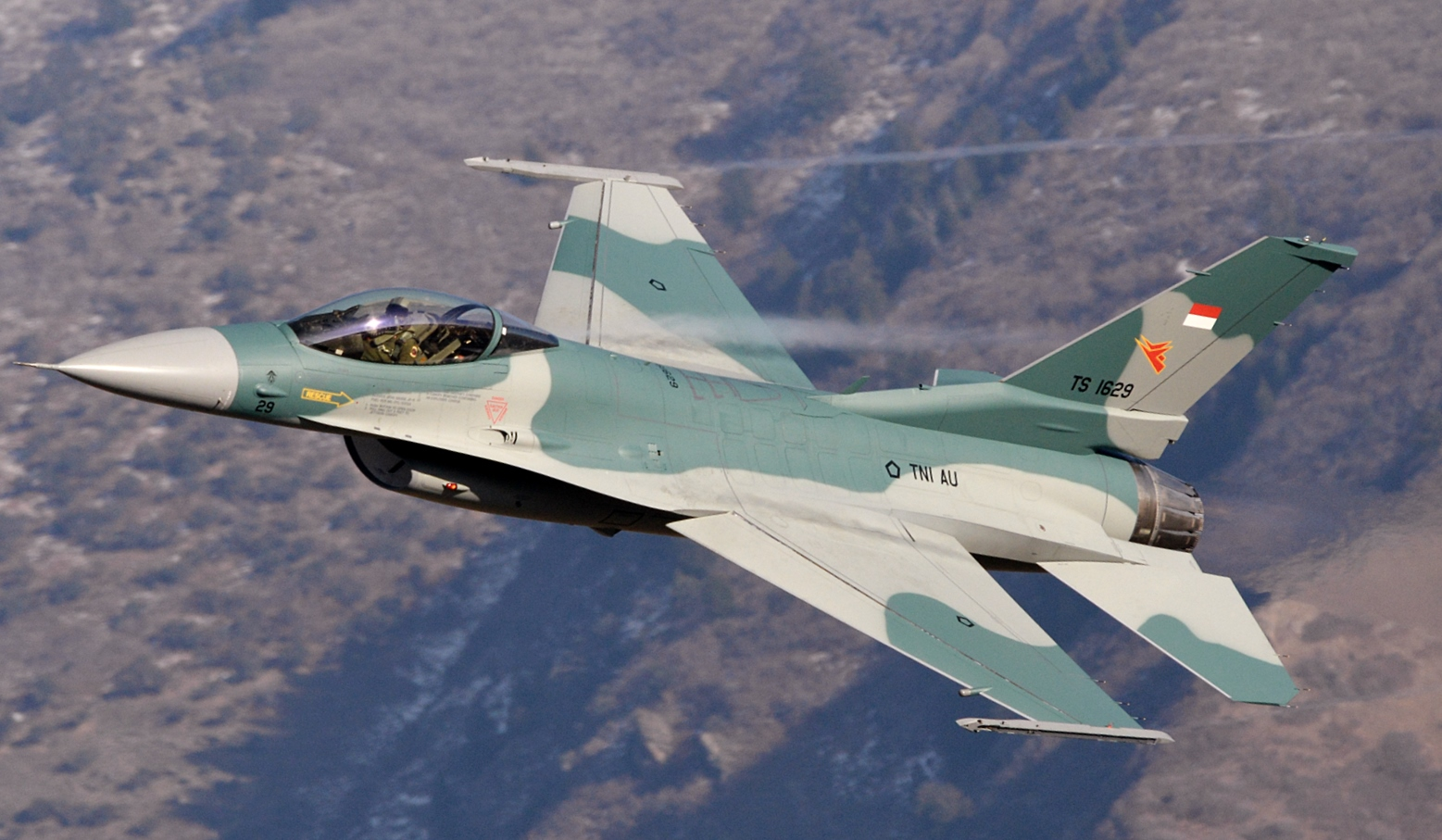
F-16

1974年に初飛行したアメリカ空軍のF-16は、格闘戦を重視し生産性・コストパフォーマンスにも配慮した軽戦闘機であるが、同時に十分な対地攻撃機能も持っていた。技術の進歩によって、小型機であっても以前の大型機に引けを取らない搭載能力を得るに至ったのである。
一方で、海軍ではF-4とA-7の後継機として、戦闘攻撃機F/A-18（当初は戦闘機F-18と攻撃機A-18として差異のある機体として開発されたものの、同一機体として一本化された）を採用した。
F-15A/B/C/Dは純粋な（制空）戦闘機として運用されることが多いが、その発展型のF-15Eでは新型エンジンを搭載し機体構造・地上マッピング能力も強化されたため、優れた対地攻撃能力を獲得した。
これら、戦闘機としても攻撃機としても様々な任務をこなすことができる機体はマルチロール機と分類されるようになった。
ソビエト連邦の崩壊によって冷戦が終結すると、大国の正規軍同士が衝突する従来型の戦争の起こる可能性が減じたため、空対空戦闘のみを主任務とする純粋な制空戦闘機はその必要性が低下した。この影響を受け、アメリカ海軍ではF/A-18に航空戦力が一本化される状況にあり、A-6の改良やA-12の開発といった純攻撃機の計画が中止された。2017年現在、アメリカ海軍はF/A-18C/Dとその改良・発展型であるF/A-18E/Fの二機種を主軸に航空打撃兵力を運用している。F/A-18には空中送油装備が搭載可能であり、さらにはEA-6Bの後継機として電子戦装備を搭載可能なEA-18GがF/A-18をベースに開発されており、F/A-18シリーズはいっそう多様な任務をこなす機体となることが予想される。なおF/A-18E/FはF-4を凌ぐ重量級の機体となったが、空母の発達、つまりニミッツ級をはじめとした原子力空母の発達と普及が、このようなマルチロール機を空母で運用する事を可能とした。
純粋な艦上戦闘機であったF-14も、その基本性能の高さを生かして末期には対地攻撃機能を向上させる改修が進められ、攻撃機としての運用も可能となった。しかし運用維持費の高さがネックとなり、さらには可変翼ゆえ設計上ハードポイント増設が限定され対艦ミサイルを搭載できなかった。これによりF-14はマルチロール化に失敗し、F/A-18およびF/A-18E/Fに主力艦上戦闘機の座を譲り、早期の退役を余儀なくされた。

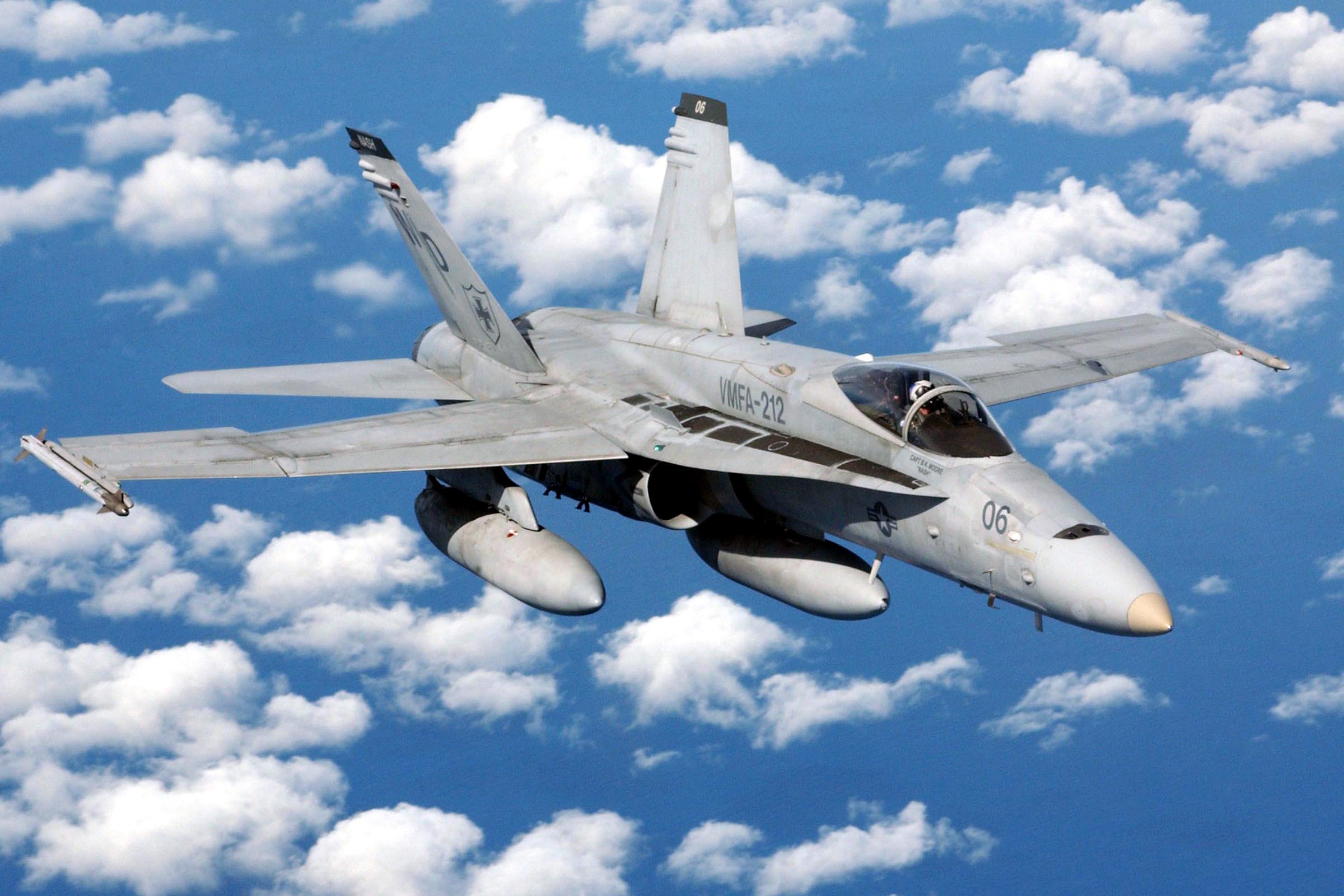
F/A-18。

アメリカ空軍のF-22は当初、F-15シリーズの後継にあたる制空戦闘機として開発されていたが、のちに対地攻撃機能が付与された。大型爆弾は搭載できないなどの制約はあるものの、ステルス性とスーパークルーズ機能を備えている事は対地攻撃任務においても有用であると期待されている。
2017年現在、アメリカ以外でも数か国で空軍や海軍、海兵隊への採用が決定している開発中のF-35シリーズも、それぞれマルチロール機として運用可能である。本機の開発計画は「統合打撃戦闘機計画」（英: Joint Strike Fighter Project）と呼ばれた。コストが高騰したF-22の反省を踏まえ、世界最高クラスの性能を維持しながらコストパフォーマンスにも配慮し、制空任務と対地攻撃任務のバランスに優れた多用途戦闘機を目指している。さらに、それらを軍種を問わずに達成できるだけの優れた基本設計を実現し、なるべく機種を統合することによって能力向上とコスト削減の両立をはかり、国家予算を有効に活用しようと試みられている。
フランスが独自に開発したラファールやスウェーデンで開発されたグリペンは、現世代の戦闘機としては比較的小型ながらも、あらかじめ多様な任務をこなすことを前提に作られたマルチロール機である。20世紀末期から米中ソ/露以外の国が独自の戦闘機を開発する場合、限られた予算と開発資源を有効に活用する観点から、いっそうマルチロール化が促進される傾向にある。とくにフランスのラファールは、前述のアメリカによる統合打撃戦闘機計画に先立ち、自国の海軍艦載機を空軍機と同一の基本設計で開発しようとするプロジェクトのもとで設計された。このほか、トーネードやタイフーンのように複数の国が共同開発した機体も、各国の異なる要求仕様を一機種で満たすためにマルチロール化する傾向にある。
日本の航空自衛隊の場合、「専守防衛」の方針上、攻撃機や爆撃機という名称の機体が制式採用しにくい情勢にあった。そのためF-1を「支援戦闘機」という名目で採用したが、実際には他国では攻撃機とされる性格の機体（英仏共同開発のジャギュア攻撃機とほぼ等しい性能である）であり、戦闘機（要撃機）としての能力は限定的であった。後継機のF-2は、戦闘機・攻撃機双方の機能を両立させたマルチロール機となっている。このような時代の流れもあり、平成17年度より航空自衛隊は支援戦闘機（実態は攻撃機）の区分を廃止し、単に戦闘機としている。

## マルチロール機の一覧
アメリカ合衆国
- F-4
- F-5
- F-20
- F-15E
- F-15EX
- F-16
- F/A-18A-D
- F/A-18E/F
- F-22
- F-35A/B/C

 カナダ
- CF-18 ホーネット

英独伊共同開発
- トーネード IDS

英独伊西共同開発
- ユーロファイター タイフーン

 インド
- テジャス

 スウェーデン
- サーブ 39 グリペン

 日本
- F-2

 韓国
- T-50

 中華人民共和国
- J-10
- J-11
- J-15
- J-16
- JH-7

中巴共同開発
- FC-1

 中華民国
- F-CK-1

 フランス
- ミラージュ2000
- ラファール

 ソビエト連邦
- MiG-29K
- MiG-35
- Su-24
- Su-27
- Su-30

 ロシア連邦
- Su-35
- Su-37
- Su-47
- Su-57（開発中）

 インド
- Su-30MKI

 中華人民共和国
- Su-30MKK（英語版）

 アルジェリア
- Su-30MKA（英語版）

 マレーシア
- Su-30MKM